# Groenplaats (Rekem)

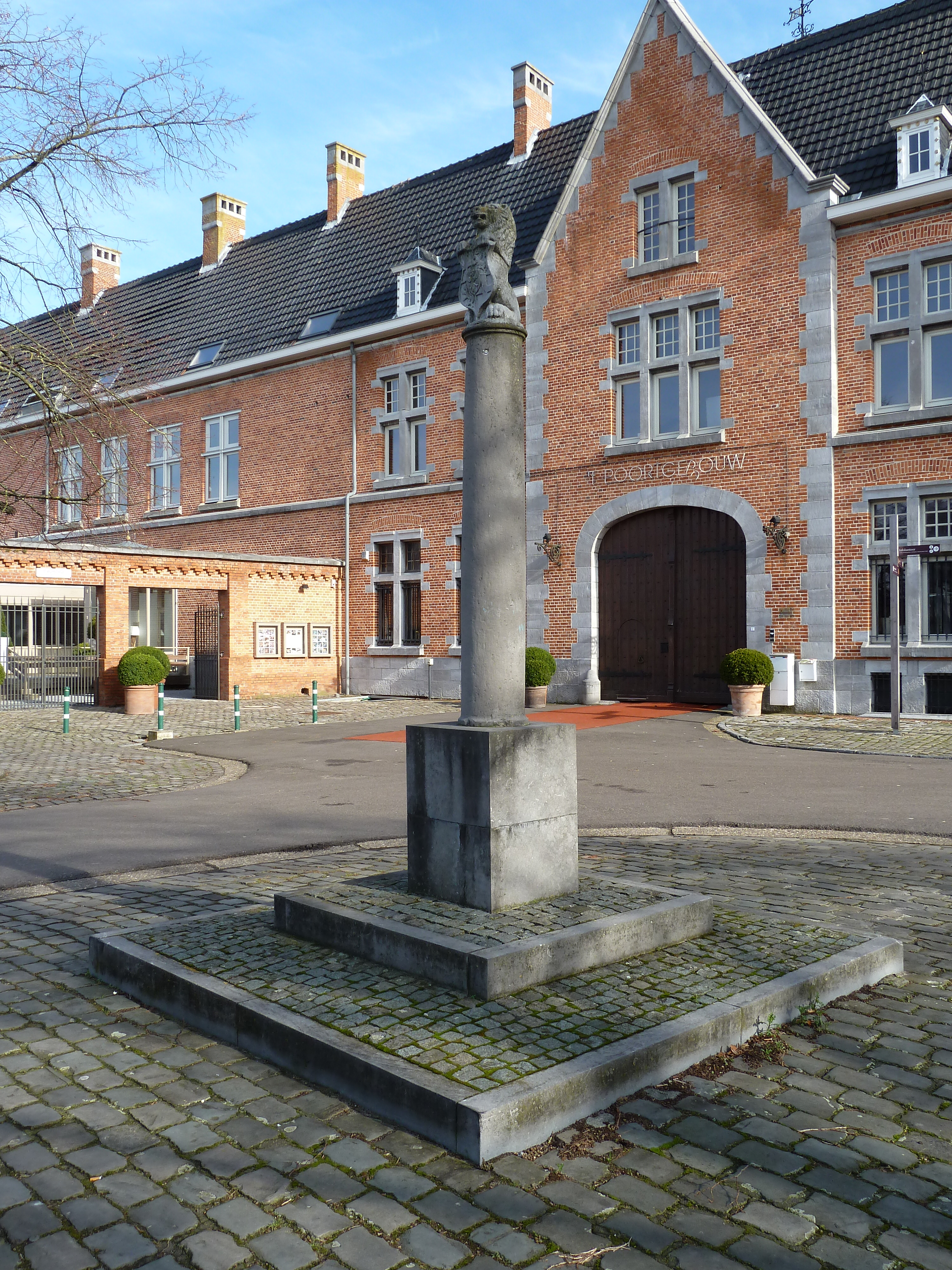
Schandpaal op de Groenplaats

Groenplaats is een plein in Oud-Rekem, een dorp in de gemeente Lanaken in de Belgische provincie Limburg.
Het voormalige marktplein met een grillige vorm bevindt zich ten westen van het Kasteel d'Aspremont-Lynden. Aan de zuidzijde bevindt zich de in 1722 gebouwde museumkerk Sint Pieter. Aan de oostzijde bevinden zich de neogotische gebouwen van het kasteel welke in de 19e en 20e eeuw dienstdeden als gevangenis en later als psychiatrische instelling. 
Aan de westzijde bevindt zich verder nog een monumentale alleenstaande woning. De noordzijde werd in 2020-2021 bebouwd.

## Galerij

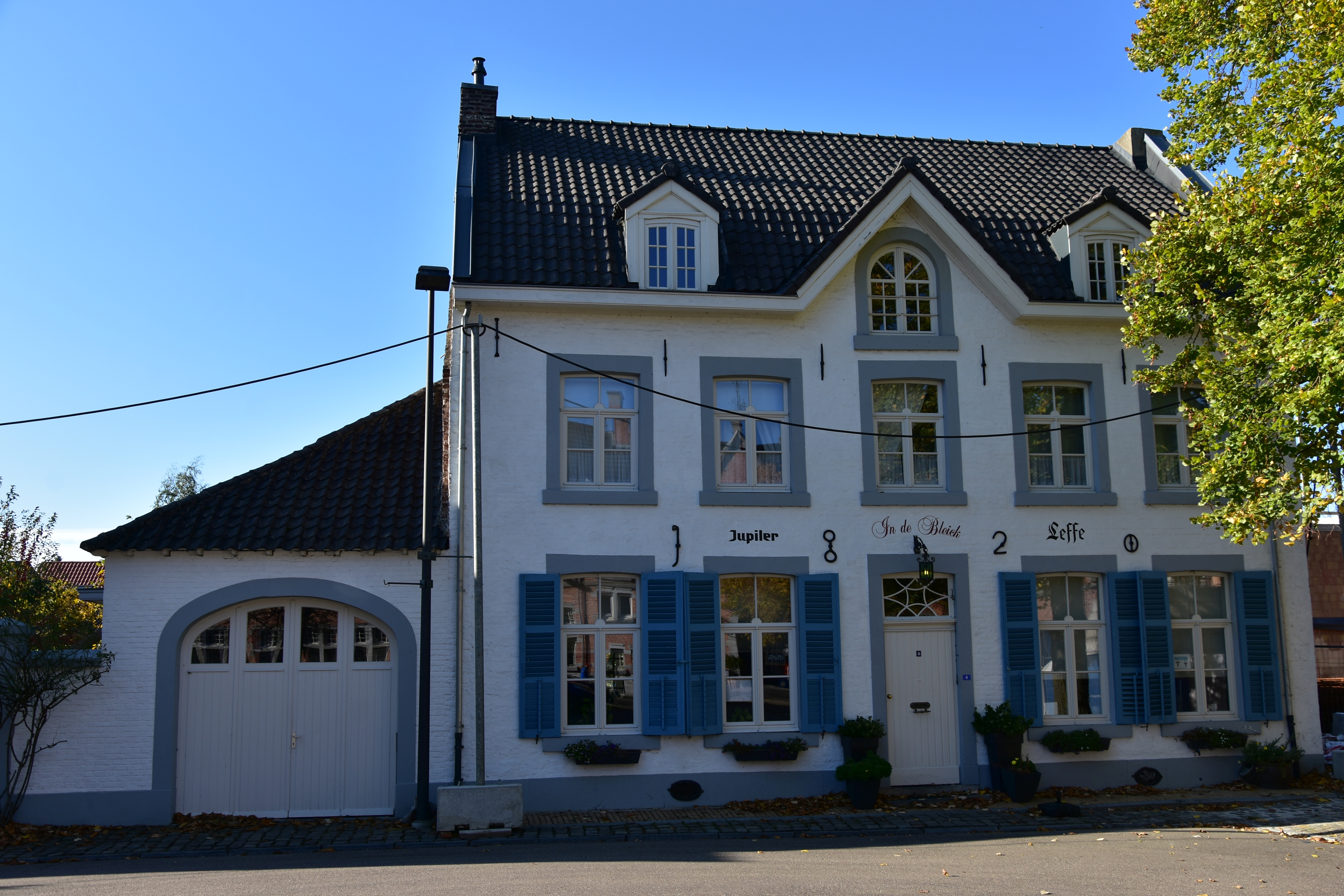
In de Bleick, Groenplaats 4
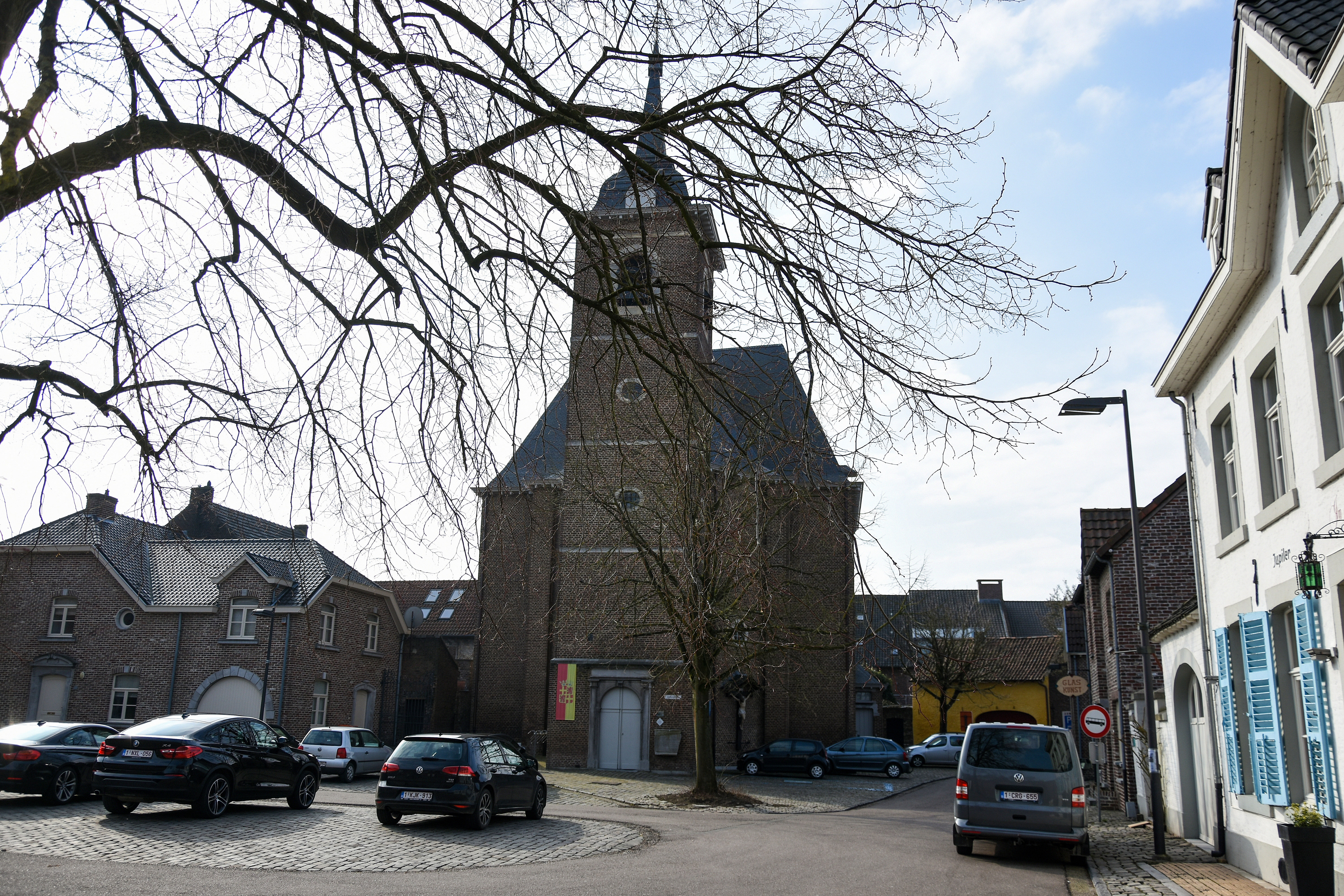
De museumkerk Sint-Pieter

Groenplaats · Herenstraat · Engelenstraat · Isabellastraat · Kanaalstraat · Nieuwe Walstraat · Onder de Linden · Oude God · Patersstraat · Schijfstraat · Walstraat